# Camila Vallejo
Camila Antonia Amaranta Antioch Harding (tiếng Tây Ban Nha: [kaˈmila anˈtonja amaˈɾanta βaˈʝexo ˈdaʊlɪŋ]; sinh ngày 28 tháng 4 năm 1988), thường được biết đến với tên gọi Camila Vallejo, là một nữ chính trị gia kiêm cựu lãnh đạo sinh viên người Chile. Là thành viên của Đảng Cộng sản Chile, cô giữ chức vụ Bộ trưởng Tổng Bí thư Chính phủ kể từ ngày 11 tháng 3 năm 2022. Trước đó, Vallejo từng là thành viên của Hạ viện Chile, đại diện cho Quận 26 của La Florida, Santiago.
Trong nhiệm kỳ làm chủ tịch Liên đoàn Sinh viên Đại học Chile (FECh) và là người phát ngôn chính của Liên đoàn Sinh viên Chile (Confech), Vallejo đã trở thành một trong những lãnh tụ nổi bật nhất trong các cuộc biểu tình của sinh viên năm 2011. Được tạp chí The New York Times mô tả là "nhà cách mạng quyến rũ nhất thế giới", Vallejo được xem là nhân vật cộng sản có ảnh hưởng nhất ở Chile thế kỷ 21. Cô cũng được xem là người kế nhiệm mang tính biểu tượng của cựu Tổng bí thư Gladys Marín.

## Tiểu sử

### Thiếu thời
Vallejo là con gái của Reinaldo Vallejo và Mariela Dowling, cả hai đều là thành viên của Đảng Cộng sản Chile và hoạt động trong cuộc chống đối chế độ độc tài Augusto Pinochet. Cô trải qua những năm tháng đầu đời ở xã Macul và La Florida, đi học ở một ngôi trường tư có tên là Colegio Raimapu ở La Florida. Năm 2006 Vallejo vào học ngành địa lý ở Đại học Chile. Tại đây cố bắt đầu quen biết với các sinh viên theo cánh tả và dấn thân vào con đường chính trị, và gia nhập tổ chức Thanh niên Cộng sản Chile vào năm 2007. Vallejo tốt nghiệp ngành địa lý vào năm 2013.

## Đời tư

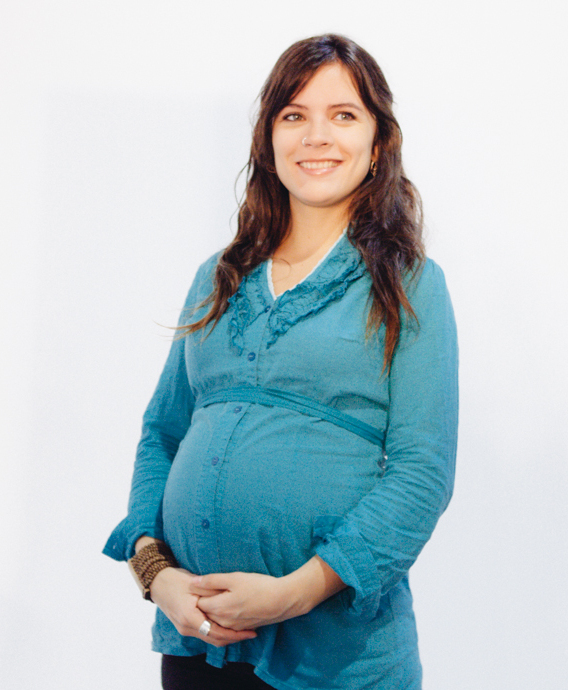
Camila Vallejo vào tháng 8 năm 2013.

Tháng 4 năm 2013, báo chí đưa tin Vallejo đang mang bầu đứa con đầu lòng với Julio Sarmiento, một trong những người đứng đầu của tổ chức Thanh niên Cộng sản Chile và là người yêu của cô từ tháng 9 năm 2011. Ngày 6 tháng 10 năm 2013, con gái của cô chào đời.
Năm 2016, cả Vallejo và Sarmiento chia tay nhau, sau đó cô hẹn hò rồi kết hôn với nhạc sĩ Abel Zicavo. Ngày 1 tháng 8 năm 2024, cô mang bầu đứa con thứ hai và hạ sinh đứa con trai vào tháng 2 năm 2025.